# Bad Wildbad
Bad Wildbad (do 1990 Wildbad im Schwarzwald) – miasto uzdrowiskowe w Niemczech, w kraju związkowym Badenia-Wirtembergia, w rejencji Karlsruhe, w regionie Nordschwarzwald, w powiecie Calw, siedziba wspólnoty administracyjnej Bad Wildbad. Leży w północnym Schwarzwaldzie, ok. 13 km na północny zachód od Calw.

## Galeria

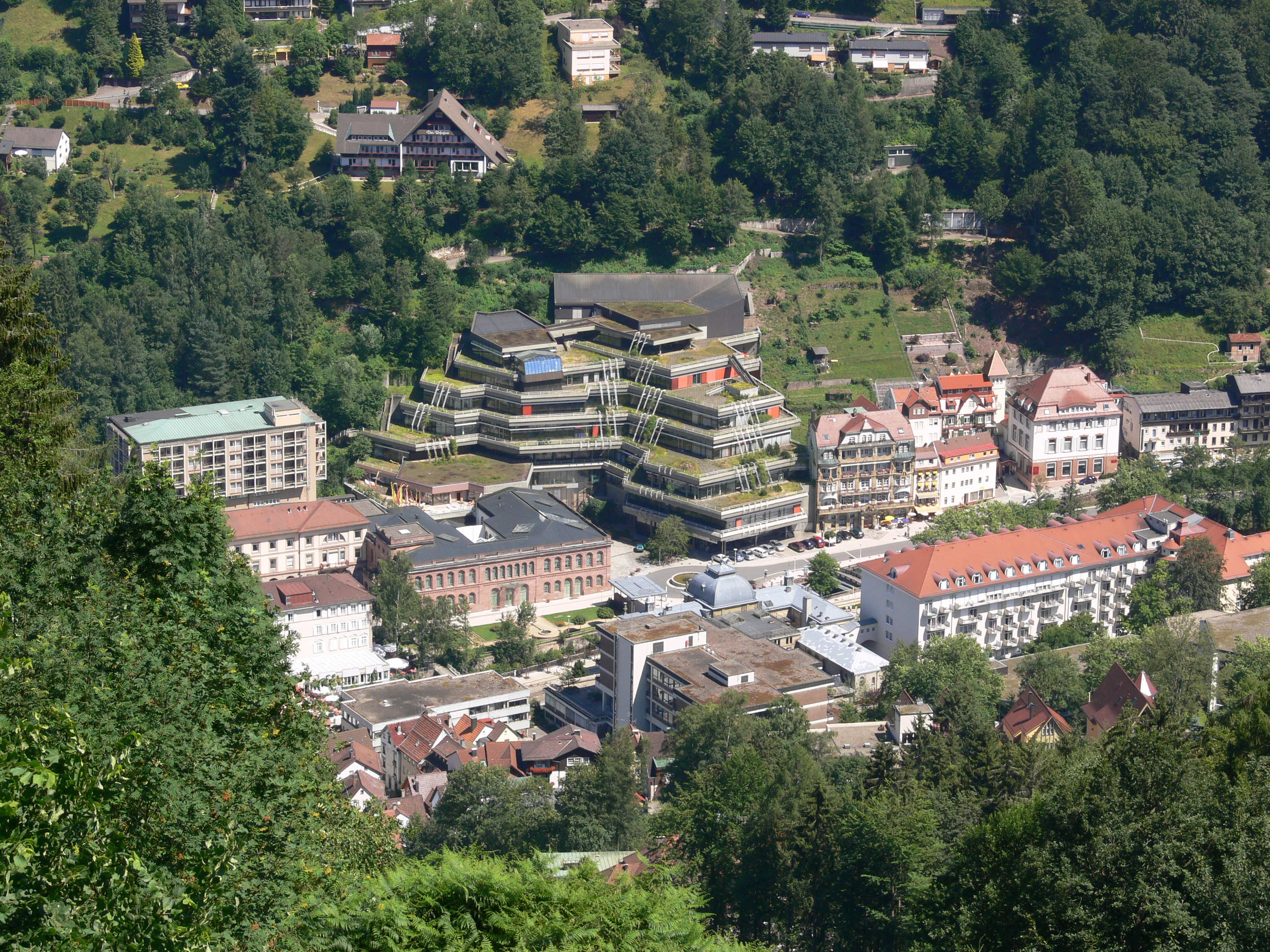
Bad Wildbad
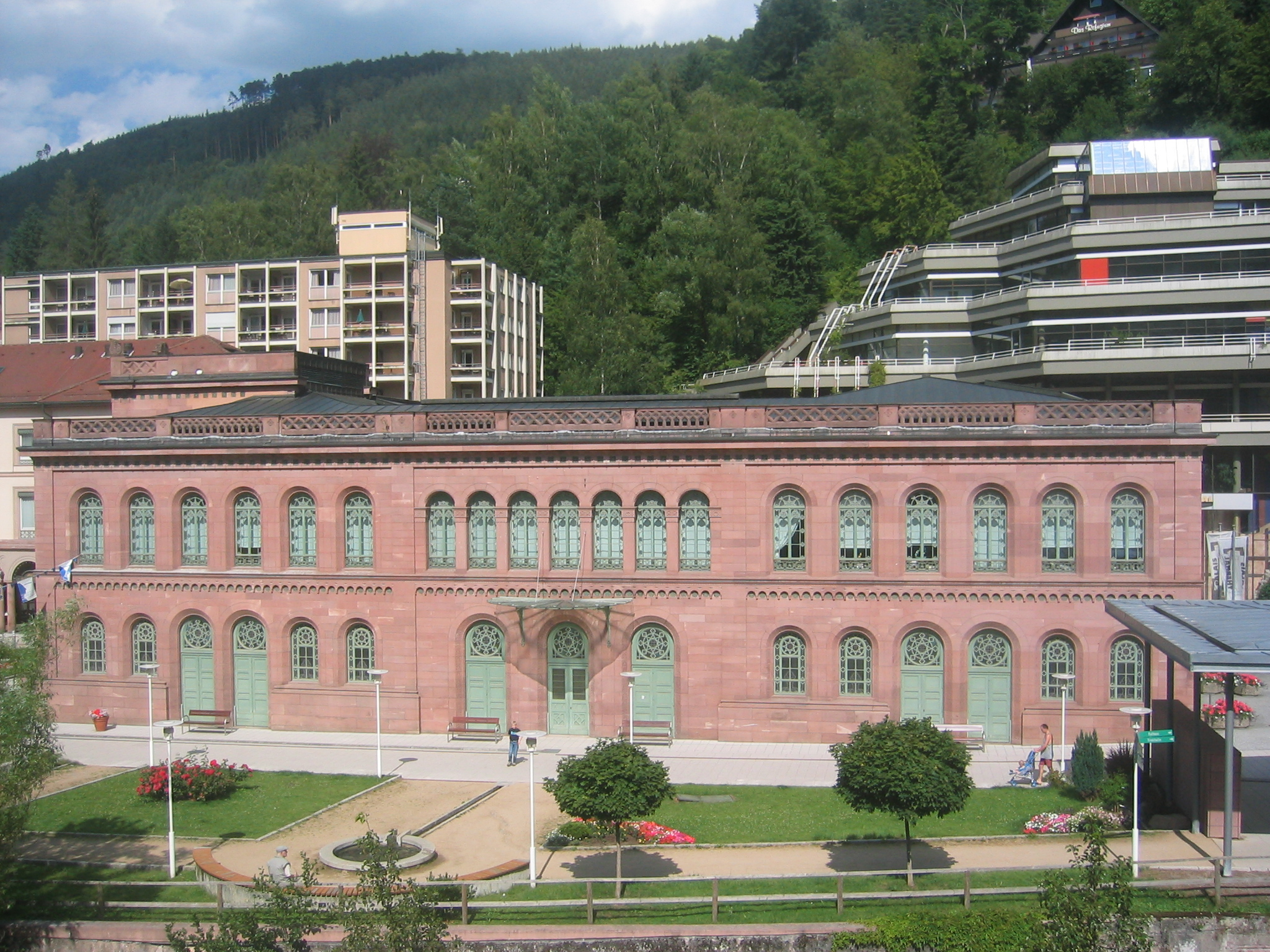
Pałac
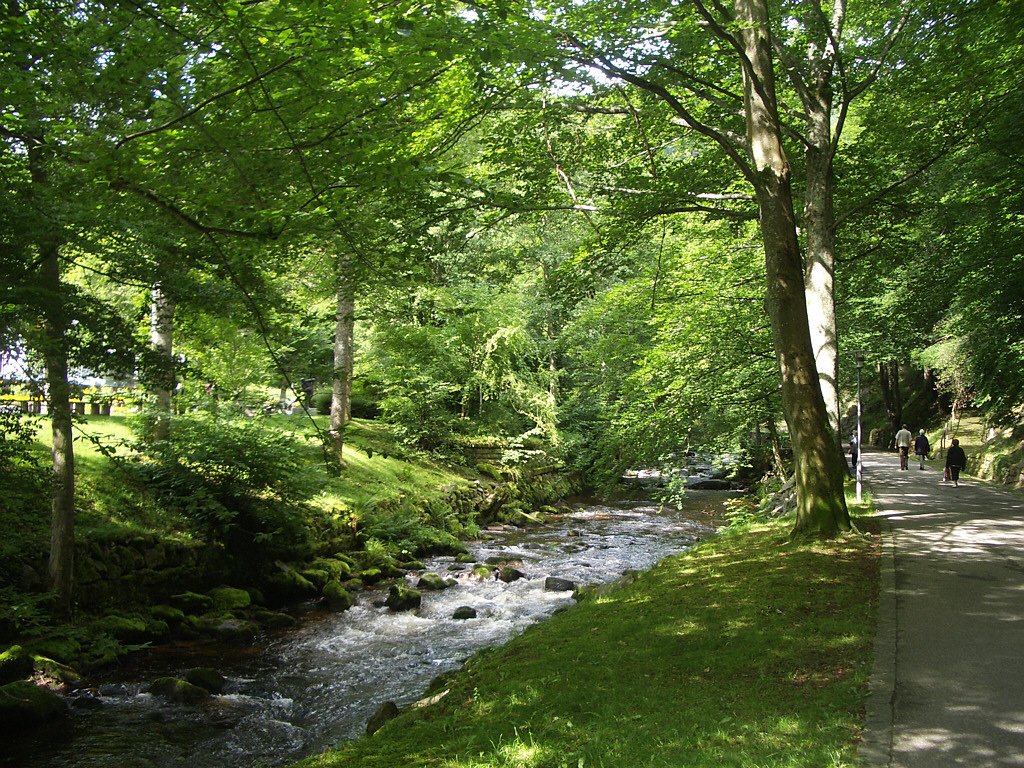
Park Enz